# Шульц, Голда
Голда Шульц (африк. Golda Schultz), (род. в 1983 году, Кейптаун) — оперная певица (сопрано) из ЮАР.

## Биография
Голда Шульц родилась в 1983 году в Кейптауне. Родители назвали ее Голдой в честь бывшего премьер-министра Израиля Голды Меир.
Она изучала пение в Кейптаунском университете, затем в Джульярдской школе в Нью-Йорке, наконец, с 2011 по 2013 год, в оперной студии Баварской государственной оперы в Мюнхене.
С 2014 по 2018 год была участницей ансамбля Баварской государственной оперы. Голда Шульц выступала в качестве гостя в Гамбурге, Милане, Вене и Нью-Йорке, а также на фестивалях в Зальцбурге и Глайндборне.
В 2018 году Голда Шульц приняла участие в Зальцбургском фестивале, она пела в опере «Милосердие Тита» с Расселом Томасом, Уиллардом Уайтом и Жанин де Бик.

## Репертуар
Оперный репертуар Голды Шульц включает произведения Моцарта, Джузеппе Верди и Рихарда Штрауса.
В ее репертуаре такие роли, как Донна Эльвира («Дон Жуан»), Памина («Волшебная флейта»), Софи («Кавалер роз»), Графиня Альмавива («Свадьба Фигаро»), Мюзетта («Богема») и миссис Алиса Форд («Фальстаф»).
2 февраля 2020 года Голда Шульц исполнила партию Клары в опере Гершвина «Порги и Бесс» в «Метрополитен-опере».